# Ahsan Muhammad Khan
Ahsan Muhammad Khan   (7 d'abril de 1916 - valor desconegut) fou un jugador d'hoquei sobre herba indi que va competir durant la dècada de 1930.
El 1936 va prendre part en els Jocs Olímpics d'Estiu de Berlín, on guanyà la medalla d'or en la competició d'hoquei sobre herba.